# Faygel Péter
Faygel (Fajgel, Fáygel, Fájgel) Péter (? - 1710?) a kuruc idők egyik jelentős, változatos életutat befutott személyisége.

## Élete
A felvidéki származású, bethlenfalvi előnevű nemes már a Wesselényi-összeesküvésben részt vett, továbbá az I. Rákóczi Ferenc által 1670-ben kirobbantott, Habsburg-ellenes felső-magyarországi felkelésben. A császáriak azonban a felkelést hamar leverték, és a menekülők, akiket előbb bujdosóknak, később kurucoknak neveztek, részben a törökök uralta hódoltsági területeken, részben Erdélyben találtak menedéket, így került a menekülő Faygel Péter is Erdélybe. Mind a szintén odamenekült Thököly Imrével, a későbbi legendás „kuruckirállyal”, mind I. Apafi Mihály erdélyi fejedelemmel és bizalmasával, Teleki Mihállyal jó kapcsolatokat alakított ki.
A bujdosók megbízásából fontos diplomáciai küldetést teljesített: 1677.  május 27-én Varsóban, a bujdosók, I. Apafi Mihály erdélyi fejedelem és XIV. Lajos,  a francia „Napkirály” közötti szövetségesi szerződés megkötésekor - Absolon Dániellel és Farkas Fábiánnal együtt - a bujdosók képviselője. Faygel azonban a harcmezőn is vitézkedett: még 1676 decemberében Hadad várát sikeresen megvédte Schmidt császári tábornok támadásával szemben.
1678. március 7-én a bujdosók a somkúti gyűlésükön Teleki Mihályt választották fővezérüknek, aki mellé tizenkét tagú tanácsot is választottak, továbbá tisztségviselőket. Thököly a tanács egyik tagja, míg Faygel az egyik tisztségviselő - „pecséttartó” - lett.
1679 júniusában Thököly került a bujdosók seregének élére, igaz, ekkor még Apafi akaratából, aki kinevezte a betegeskedő Teleki helyettesének; maguk a bujdosók 1680. január 8-án, a szoboszlói gyűlésükön választották Thökölyt fővezérükké. Thököly vezéri ambícióit Faygel Péter is támogatta. Faygel a „kuruckirály” diplomatája lett, hol Varsóban, hol Erdélyben képviselte az 1682-ben Felső-Magyarország fejedelmévé vált Thökölyt.
Faygel Péter azonban nem csak diplomataként, hanem katonaként is jeleskedett. 1682-ben részt vett Kassa elfoglalásában, amelynek várát Thököly serege a Szirmay András vezette merész támadásnak köszönhetően vett be. Thököly hamarosan Faygelt nevezte ki kassai kapitánnyá, aki a következő évben (1683-ban) azonban még egy fontos diplomáciai küldetést teljesített: A Bécs ellen vonuló törökök uralkodója, IV. Mehmed szultán Belgrádban fogadta őt, Szirmay Istvánnal együtt, mint Thököly követeit. Korábban Kara Musztafa nagyvezír is fogadta a követeket.
Bécs alatt a török sereg katasztrofális vereséget szenvedett a császári és az ekkor velük szövetséges lengyel seregtől. Ezután megkezdődött a magyarországi török uralom és ezzel együtt a törökökkel szövetséges Thököly fejedelemségének felszámolása. 1685-ben Faygel az előre törő császáriak Aeneas Caprara vezette seregével szemben sikeresen védte Kassát, hűséges maradt Thököly fejedelemhez. A váradi pasa azonban 1685. október 15-én Thökölyt elfogatta, akit a törökök csak 1686. január 2-án engedték szabadon. A törökök ballépése végzetes volt: sok kuruc emiatt át állt a „labancokhoz”, köztük Thököly egyik jeles vezére, Ottlyk György is, aki a császáriak ezredese lett (de később a Rákóczi-szabadságharcban a kurucok oldalán vett részt).  A Caprara által befolyásolt Ottlyk a kassai várvédők egy részét Faygel és a Thököly pártján maradtak ellen fordította. Emiatt Faygel 1685. október 25-én kénytelen volt Kassát a császáriaknak átadni, akik a város átadása fejében garantálták a polgárok biztonságát és szabad elvonulást biztosítottak Faygelnek és a vele maradt kurucoknak.
1687-ben azonban Antonio Caraffa császári tábornok a birtokán élő Faygelt is elfogatta. Faygelt megkínozták, csak úgy sikerült az eperjesi vésztörvényszék halálos ítéletét elkerülnie, hogy - mások mellett - Esterházy Pál nádor is közben járt érte I. Lipótnál. Faygelnek azonban öt évig börtönben kellett raboskodnia, szabadulása után már nem vett részt a közéletben és feltehetően 1710-ben meghalt.

## Külső hivatkozások
- Thököly Imre Késmárki Tököly Imre naplója 1693. 1694. és 1676-1678. évekből
- Angyal Dávid: Késmárki Thököly Imre, I-II. kötet. Budapest, 1888-1889.
- SZILÁGYI: A MAGYAR NEMZET TÖRTÉNETE
- A Pallas nagy lexikona